# Signal du Petit Mont-Cenis
Signal du Petit Mont-Cenis (wł. Segnale del Piccolo Moncenisio) lub Pointe de Clairy (wł. Punta Clairy) – szczyt górski we francuskiej części Alp Kotyjskich, w masywie Mont-Cenis. Ma wysokość 3 162 m n.p.m. Pomiędzy nim, a położonym na wschód szczytem Pointe de Ronce znajduje się przełęcz Mont-Cenis. Na południe od przełęczy położone jest jezioro zaporowe Mont-Cenis. Na południe od Pointe de Clairy, na zachód od Mont Malamot znajduje się przełęcz Petit Mont-Cenis. Szczyt jest najłatwiej zdobyć od strony południowej, idąc ze schroniska Petit Mont Cenis przez przełęcz Col de Sollières.

## Galeria

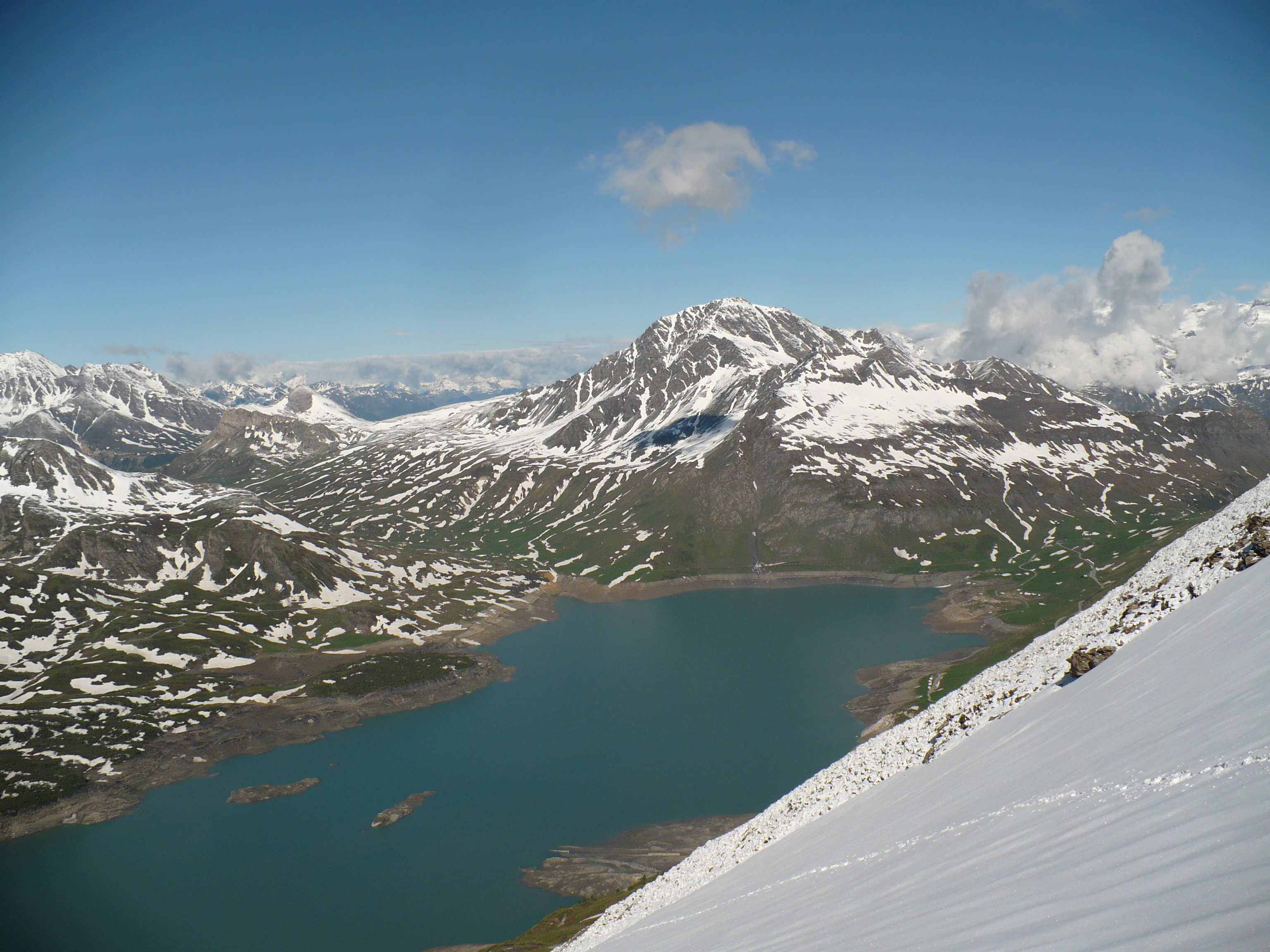
Południowy stok Pointe de Clairy i jezioro Mont-Cenis
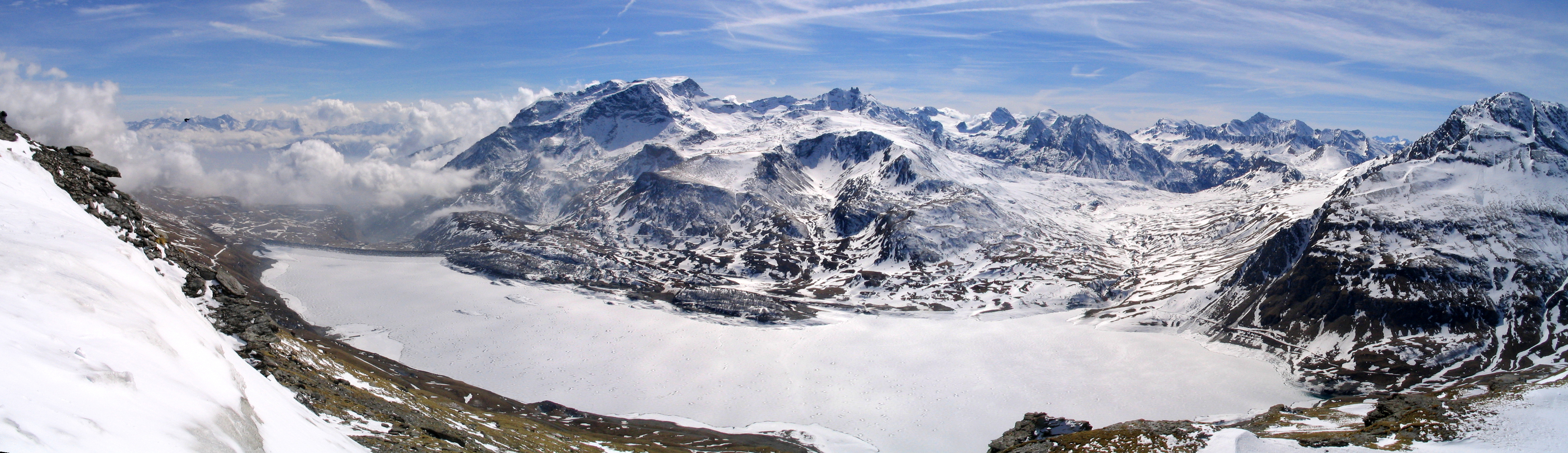
Signal du Petit Mont-Cenis (po prawej)